# Giuseppe Sulfaro
Giuseppe Sulfaro (Messina, 7 ottobre 1984) è un attore italiano.

## Biografia
Giuseppe Sulfaro è noto principalmente per il ruolo del protagonista dodicenne Renato Amoroso nel film Malèna (2000) di Giuseppe Tornatore, al fianco di Monica Bellucci, che gli è valso la vittoria di alcuni premi, tra cui il Globo d'oro come miglior attore esordiente. In seguito è stato protagonista di Un eroe a Roma (A Hero... in Rome), regia di Panos Angelopoulos, del 2006, a cui ha fatto seguito Il sole nero (2007), regia di Krzysztof Zanussi.
In televisione ha esordito nel 2004 nella miniserie TV Don Gnocchi - L'angelo dei bimbi, regia di Cinzia TH Torrini. Dal 2008 al 2016 ha partecipato alla serie TV Don Matteo 6, 7, 8, 9 e 10, nel ruolo di Severino Cecchini.

## Filmografia

### Cinema
- Malèna, regia di Giuseppe Tornatore (2000)
- Un eroe a Roma (A Hero... in Rome), regia di Panos Angelopoulos (2006)
- Il sole nero, regia di Krzysztof Zanussi (2007)

### Televisione
- Don Gnocchi - L'angelo dei bimbi, regia di Cinzia TH Torrini (2004) - Miniserie TV
- Gente di mare - Serie TV
- Don Matteo, regia di Fabrizio Costa (2008-2016) - Serie TV